# 秦岭隧道 (西康铁路)
西康铁路秦岭隧道位于西康铁路青岔站和营镇站之间，由两座基本平行的单线隧道组成，间距为30米，Ⅰ线全长18460米，Ⅱ线全长18456米。工程获得了建筑工程鲁班奖、土木工程詹天佑奖和国家科技进步一等奖。
Ⅰ线隧道为大陆地区首次从德国引进2台全断面掘进机施工，Ⅱ线隧道采用钻爆法。两线隧道间距30米。其中，I线隧道于1998年3月10日贯通，II线隧道于2005年完工。
在秦岭铁路隧道之后又先后修建了秦岭公路隧道、东秦岭隧道以及西秦岭隧道。